# Tele
 Ovo je glavno značenje pojma Tele. Za druga značenja pogledajte Tele (razdvojba).
Tele (množina: telići ili telad) naziv je za mladunca goveda. Žensko tele naziva se telica.